# تاباكولو كراكاسي
تاباكولو كراكاسي (الاسم العلمي: Scytalopus caracae) (بالإنجليزية: Caracas Tapaculo)‏ هو نوع من الطيور يتبع جنس التاباكولو من فصيلة التاباكولات.